# Lijst van gemeenten in het departement Ille-et-Vilaine
Hieronder volgt een lijst van de 353 gemeenten (communes) in het Franse departement Ille-et-Vilaine (departement 35).

## A
Acigné
- Amanlis
- Andouillé-Neuville
- Antrain
- Arbrissel
- Argentré-du-Plessis
- Aubigné
- Availles-sur-Seiche

## B
Baguer-Morvan
- Baguer-Pican
- Baillé
- Bain-de-Bretagne
- Bains-sur-Oust
- Bais
- Balazé
- Baulon
- La Baussaine
- La Bazouge-du-Désert
- Bazouges-la-Pérouse
- Beaucé
- Bécherel
- Bédée
- Betton
- Billé
- Bléruais
- Boisgervilly
- Boistrudan
- Bonnemain
- La Bosse-de-Bretagne
- La Bouëxière
- Bourgbarré
- Bourg-des-Comptes
- La Boussac
- Bovel
- Bréal-sous-Montfort
- Bréal-sous-Vitré
- Brécé
- Breteil
- Brie
- Brielles
- Broualan
- Bruc-sur-Aff
- Les Brulais
- Bruz

## C
Campel
- Cancale
- Cardroc
- Cesson-Sévigné
- Champeaux
- Chancé
- Chanteloup
- Chantepie
- La Chapelle-aux-Filtzméens
- La Chapelle-Bouëxic
- La Chapelle-Chaussée
- La Chapelle-des-Fougeretz
- La Chapelle-du-Lou
- La Chapelle-Erbrée
- La Chapelle-Janson
- La Chapelle-Saint-Aubert
- La Chapelle-de-Brain
- La Chapelle-Thouarault
- Chartres-de-Bretagne
- Chasné-sur-Illet
- Châteaubourg
- Châteaugiron
- Châteauneuf-d'Ille-et-Vilaine
- Le Châtellier
- Châtillon-en-Vendelais
- Chauvigné
- Chavagne
- Chelun
- Cherrueix
- Chevaigné
- Cintré
- Clayes
- Coësmes
- Coglès
- Comblessac
- Combourg
- Combourtillé
- Cornillé
- Corps-Nuds
- La Couyère
- Crevin
- Le Crouais
- Cuguen

## D
Dinard
- Dingé
- Dol-de-Bretagne
- Domagné
- Domalain
- La Dominelais
- Domloup
- Dompierre-du-Chemin
- Dourdain
- Drouges

## E
Eancé
- Epiniac
- Erbrée
- Ercé-en-Lamée
- Ercé-près-Liffré
- Essé
- Étrelles

## F
Feins
- Le Ferré
- Fleurigné
- La Fontenelle
- Forges-la-Forêt
- Fougères
- La Fresnais

## G
Gaël
- Gahard
- Gennes-sur-Seiche
- Gévezé
- Gosné
- la Gouesnière
- Goven
- Grand-Fougeray
- La Guerche-de-Bretagne
- Guichen
- Guignen
- Guipel
- Guipry

## H
Hédé-Bazouges
- L'Hermitage
- Hirel

## I
Iffendic
- Les Iffs
- Irodouër

## J
Janzé
- Javené

## L
Laignelet
- Laillé
- Lalleu
- Landavran
- Landéan
- Landujan
- Langan
- Langon
- Langouët
- Lanhélin
- Lanrigan
- Lassy
- Lécousse
- Lieuron
- Liffré
- Lillemer
- Livré-sur-Changeon
- Lohéac
- Longaulnay
- Le Loroux
- Le Lou-du-Lac
- Lourmais
- Loutehel
- Louvigné-de-Bais
- Louvigné-du-Désert
- Luitré

## M
Marcillé-Raoul
- Marcillé-Robert
- Marpiré
- Martigné-Ferchaud
- Maure-de-Bretagne
- Maxent
- Mecé
- Médréac
- Meillac
- Melesse
- Mellé
- Mernel
- Messac
- La Mézière
- Mézières-sur-Couesnon
- Miniac-Morvan
- Miniac-sous-Bécherel
- Le Minihic-sur-Rance
- Mondevert
- Montauban-de-Bretagne
- Montautour
- Mont-Dol
- Monterfil
- Montfort-sur-Meu
- Montgermont
- Monthault
- Montours
- Montreuil-des-Landes
- Montreuil-le-Gast
- Montreuil-sous-Pérouse
- Montreuil-sur-Ille
- Mordelles
- Mouazé
- Moulins
- Moussé
- Moutiers
- Muel

## N
La Noë-Blanche
- La Nouaye
- Nouvoitou
- Noyal-sous-Bazouges
- Noyal-Châtillon-sur-Seiche
- Noyal-sur-Vilaine

## O
Orgères
- Ossé

## P
Pacé
- Paimpont
- Pancé
- Parcé
- Parigné
- Parthenay-de-Bretagne
- Le Pertre
- Le Petit-Fougeray
- Pipriac
- Piré-sur-Seiche
- Pléchâtel
- Pleine-Fougères
- Plélan-le-Grand
- Plerguer
- Plesder
- Pleugueneuc
- Pleumeleuc
- Pleurtuit
- Pocé-les-Bois
- Poilley
- Poligné
- Pont-Péan
- Princé

## Q
Québriac
- Quédillac

## R
Rannée
- Redon
- Renac
- Rennes
- Retiers
- le Rheu
- La Richardais
- Rimou
- Romagné
- Romazy
- Romillé
- Roz-Landrieux
- Roz-sur-Couesnon

## S
Sains
- Sainte-Anne-sur-Vilaine
- Saint-Armel
- Saint-Aubin-d'Aubigné
- Saint-Aubin-des-Landes
- Saint-Aubin-du-Cormier
- Saint-Aubin-du-Pavail
- Saint-Benoît-des-Ondes
- Saint-Briac-sur-Mer
- Saint-Brice-en-Coglès
- Saint-Brieuc-des-Iffs
- Saint-Broladre
- Saint-Christophe-des-Bois
- Saint-Christophe-de-Valains
- Sainte-Colombe
- Saint-Coulomb
- Saint-Didier
- Saint-Domineuc
- Saint-Erblon
- Saint-Étienne-en-Coglès
- Saint-Ganton
- Saint-Georges-de-Chesné
- Saint-Georges-de-Gréhaigne
- Saint-Georges-de-Reintembault
- Saint-Germain-du-Pinel
- Saint-Germain-en-Coglès
- Saint-Germain-sur-Ille
- Saint-Gilles
- Saint-Gondran
- Saint-Gonlay
- Saint-Grégoire
- Saint-Guinoux
- Saint-Hilaire-des-Landes
- Saint-Jacques-de-la-Lande
- Saint-Jean-sur-Couesnon
- Saint-Jean-sur-Vilaine
- Saint-Jouan-des-Guérets
- Saint-Just
- Saint-Léger-des-Prés
- Saint-Lunaire
- Saint-Malo
- Saint-Malo-de-Phily
- Saint-Malon-sur-Mel
- Saint-Marcan
- Saint-Marc-le-Blanc
- Saint-Marc-sur-Couesnon
- Sainte-Marie
- Saint-Maugan
- Saint-Médard-sur-Ille
- Saint-Méen-le-Grand
- Saint-Méloir-des-Ondes
- Saint-M'Hervé
- Saint-M'Hervon
- Saint-Onen-la-Chapelle
- Saint-Ouen-la-Rouërie
- Saint-Ouen-des-Alleux
- Saint-Péran
- Saint-Père
- Saint-Pern
- Saint-Pierre-de-Plesguen
- Saint-Rémy-du-Plain
- Saint-Sauveur-des-Landes
- Saint-Séglin
- Saint-Senoux
- Saint-Suliac
- Saint-Sulpice-la-Forêt
- Saint-Sulpice-des-Landes
- Saint-Symphorien
- Saint-Thual
- Saint-Thurial
- Saint-Uniac
- Saulnières
- Le Sel-de-Bretagne
- La Selle-en-Coglès
- La Selle-en-Luitré
- La Selle-Guerchaise
- Sens-de-Bretagne
- Servon-sur-Vilaine
- Sixt-sur-Aff
- Sougéal

## T
Taillis
- Talensac
- Teillay
- Le Theil-de-Bretagne
- Thorigné-Fouillard
- Thourie
- Le Tiercent
- Tinténiac
- Torcé
- Trans-la-Forêt
- Treffendel
- Tremblay
- Trémeheuc
- Tresbœuf
- Tressé
- Trévérien
- Trimer
- Le Tronchet

## V
Val-d'Izé
- Vendel
- Vergéal
- Le Verger
- Vern-sur-Seiche
- Vezin-le-Coquet
- Vieux-Viel
- Vieux-Vy-sur-Couesnon
- Vignoc
- Villamée
- La Ville-ès-Nonais
- Visseiche
- Vitré
- Le Vivier-sur-Mer